# イニス
株式会社イニス（英: iNiS corporation）は、かつて存在した日本のソフトウェア製作会社。

## 概要
1997年、教育・音楽系のCD-ROM制作を行なっていたオラシオン出身のスタッフが設立。『押忍!闘え!応援団』のヒットで広く知られるようになった。音楽系ゲームを多く手がけていた。
2017年3月13日、社名を株式会社スピカに変更。同年5月8日、東京地方裁判所において、破産手続きの開始決定を受けた。負債額は約3億5千万円。そして2018年5月8日に法人格が消滅した。

## 代表作
- beatmania打(だ)!!（2000年 Windows/Macintosh、発売元:オラシオン、販売元:コナミ）
  - beatmania BEST打!!（2000年 Windows/Macintosh、発売元:ハンズオン・エンタテインメント、販売元:コナミ）
  - pop'n music打!!（2000年 Windows/Macintosh、発売元:ハンズオン・エンタテインメント、販売元:コナミ）
- ギタルマン（2001年 プレイステーション2、販売元:コーエー）
- 押忍!闘え!応援団（2005年 ニンテンドーDS、発売元:任天堂）
- Elite Beat Agents（2006年 ニンテンドーDS、発売元:Nintendo）
- 燃えろ!熱血リズム魂 押忍!闘え!応援団2（2007年 ニンテンドーDS、発売元:任天堂）
- あなたも DSでクラシック 聴いてみませんか?（2007年 ニンテンドーDS、発売元:スクウェア・エニックス）
- Lips（2008年 Xbox 360、発売元:Microsoft Game Studios）
- The Black Eyed Peas Experience（2011年 Xbox 360、Wii、発売元:Ubisoft）
- Infinity Blade Cross（2012年 iOS、発売元:DeNA）
- アナタ図書館（2012年 iOS、発売元:スクウェア・エニックス）
- DEMONS' SCORE（2012年 iOS、発売元:スクウェア・エニックス）

## イニスジェイ
株式会社イニスジェイ（英: inisJ corporation）は、2016年12月5日に設立されたイニスの後継企業。2020年6月に株式会社LIONA（リオナ）に改称。
代表作はエヴァンゲリオン バトルフィールズ（2020年）。